# Cayo Quincio Certo Publicio Marcelo
Cayo o Gayo Quincio Certo Publicio Marcelo (en latín: Gaius Quinctius Certus Poblicius Marcellus) fue un senador romano que vivió a finales del siglo I y principios del siglo II, y desarrolló su cursus honorum bajo los reinados de Trajano, Adriano, y Antonino Pío. Fue cónsul sufecto en el nundinium de mayo a junio del año 120 junto con Lucio Rutilio Propincuo. La versión más común y breve de su nombre es Cayo Publicio Marcelo; se le conoce principalmente a través de inscripciones.

## Nombre
El nombre polionimial de Marcelo ha sido fuente de mucho estudio. Olli Salomies, en su monográfico sobre prácticas onomásticas altoimperiales, comenta que "estaba seguramente emparentado con Publicio Certo, prefecto del aerarium Saturni en el año 97 ... y de Quinto Certo, un caballero romano asesinado en el año 69", y destaca que Géza Alföldy sugiere que Publicio Certo era el padre biológico de Marcelo y que Marcelo fue adoptado por un descendiente de Quinto Certo. Además, el hecho de que Certo fuera un nomen poco frecuente sugiere que los dos estaban emparentados. Salomies sin embargo, admite que Marcelo podría haber adquirido un cognomen por parte de madre, en vez de por adopción. "Pero debo confesar," concluye Salomies, "que prefiero la explicación de que Publicio Marcelo había sido adoptado por un pariente".

## Carrera política
Su cursus honorum se puede reconstruir desde su consulado en adelante a partir de una inscripción. La inscripción atestigua que en algún momento posterior a su consulado, Marcelo obtuvo el prestigioso puesto sacerdotal de augur. Otros cargos que ostentó según esta inscripción fueron los de: gobernador Germania Superior, que Werner Eck fecha entre los años 120 y 128; y gobernador de Siria, que Eck fecha del año 130 al 135. Mientras era gobernador de Siria, a Marcelo le fueron concedidos los ornamenta triumphalia por el papel que desempeñó para aplastar la rebelión de Bar Kojba.
A pesar de estos logros y honores, la Historia Augusta afirma que el emperador Adriano obligó a Marcelo a suicidarse.